# 샬린 틸턴
샬린 틸턴(Charlene Tilton, 1958년 12월 1일 ~ )은 미국의 배우이다.

## 출연 작품
- 어벤저 (2017)
- 엣지 오브 샐베이션 (2012)
- 치어리더 캠프 (2010)
- 슈퍼히어로 (2008)
- 딕키 로버츠 - 왕년의 아역 스타 (2003)
- 금발이 너무해 두번째 이야기 (2001)
- 햄들의 침묵 (1994)
- 함정 수사 (1992)
- 데들리 벳 (1992)
- 쥬니어는 문제아 2 (1991)
- 더 폴 오브 더 하우스 오브 어셔 (1979)
- 달라스 (1978)
- 스웨터 걸 (1978)
- 사랑의 유람선 (1977)
- 프리키 프라이데이 (1976)